# Шульц, Александр Францевич
Александр Францевич Шульц (1823—1907) — русский государственный деятель, управляющий III отделением Собственной Его Императорского Величества канцелярии. Тайный советник.

## Биография
Родился в 1823 году в Санкт-Петербургской губернии. Его младший брат — Шульц, Эдуард Францевич.
В службу вступил в штат Санкт-Петербургского губернского правления с откомандированием для занятий в III Отделение Собственной Его Императорского Величества Канцелярии 24 июня 1842 г. и, проходя чинами, произведён в коллежские секретари 24 июня 1852 года.
С  1857 года — титулярный советник, младший чиновник, с 1860 года — коллежский асессор, помощник старшего чиновника III отделения. С 1866 года — коллежский советник, с 1869 года — статский советник, чиновник по особым поручениям при главном начальнике III отделения графе П. А. Шувалове.
В 1871 году был произведён в действительные статские советники. С 1871 по 1878 годы был управляющим III отделением Собственной Его Императорского Величества канцелярии. В 1876 году произведён в тайные советники.
С 1878 года в отставке, умер в 1907 году в Санкт-Петербурге.
Был женат на дочери коллежского советника Ф. Б. Гаазе, Елене Гаазе (?—1873?). 

## Награды
Был награждён всеми орденами Российской империи вплоть до ордена Святой Анны 1-й степени пожалованного ему в 1874 году.